# Димчо Димов
Димчо Димов (4 февруари 1944 – 25 май 2017), наричан по прякор Димо Коча, е български футболист, защитник. Една от клубните легенди на Спартак (Плевен). Играл е също в Септември (София).

## Биография
Родом от софийското село Драговищица, Димов започва състезателната си кариера в Септември (София). Напуска клуба в началото на 1969 г., когато Септември е обединен с ЦСКА.
Получава няколко оферти, но избира да се присъедини към Спартак (Плевен). През следващите 10 години е основен футболист на тима. Изиграва общо 204 мача и бележи 9 гола в А група, както и близо 100 мача в Б група. Той е в топ 10 по участия за клуба в елитното първенство за всички времена. Остава на терена до 35-годишна възраст.